# Patrik Švančara
Patrik Švančara (* 25. května 2002, Třinec) je profesionální český hokejový brankář. Od roku 2025 hraje klub HC Zubr Přerov.

## Hráčská kariéra
Patrik Švančara je odchovancem třineckého hokeje, za které debutoval v české extralize v sezóně 2022–23. V mládežnických soutěží získal s juniorkou titul v ročníku 2018/19. V sezónách 2023/2024 a 2024/2025 hrál za prvoligový tým HC Frýdek-Místek, zároveň působil jako třetí brankář v partnerském klubu HC Oceláři Třinec. Od sezóny 2025/2026 hraje za prvoligový tým HC Zubr Přerov.

## Prvenství
- Debut v ČHL – 1. října 2023 (HC Verva Litvínov proti HC Oceláři Třinec)[4][6]